# Hipotetični tipovi biohemije
Hipotetični tipovi biohemije su forme biohemije za koje se pretpostavlja da su naučno održive, ali čije postojanje nije do sad bilo dokazano. Dok vrste živih bića na Zemlji koriste ugljenik za osnovne strukturne ili metaboličke funkcije, vodu kao rastvarač i DNK ili RNK za definisanje i kontrolisanje oblika, moguće je da neotkrivene životne forme mogu da postoje koje se radikalno razlikuju u njihovoj osnovnoj strukturi i biohemiji od toga što je poznato nauci.
Mogućnost vanzemaljskog života baziranog na tim „alternativnim“ biohemijama je česta tema naučne fantastike, ali se ona isto tako razmatra i u naučnom kontekstu. Nedavni primer takve diskusije je izveštaj iz 2007. o ograničavajućim uslovima života koji je pripremio komitet sastavljen od naučnika u Nacionalnom istraživačkom savetu Sjedinjenih Država. Ovaj komitet kojim je predsedavao Džon A. Baros, je razmatrao „hipotetične alternativne hemije života“, uključujući niz rastvarača koji bi bili moguća alternativa vodi. Jedna od napomena komiteta je da svemirska agencija može da sprovede potragu za životom na drugim svetovim "a da ga ne prepozna i ako naiđe na njega".

## Literatura
- W. Bains (2004). „Many Chemistries Could Be Used to Build Living Systems”. Astrobiology. 4 (2): 137—167. Bibcode:2004AsBio...4..137B. PMID 15253836. doi:10.1089/153110704323175124.

## Spoljašnje veze
- Život baziran na amonijaku
- Život baziran na silicijumu